# Libor Baselides
Libor Baselides (* 21. července 1964 Karviná) je český moderátor a herec.

## Život
Narodil se v Karviné místní částí Ráj. V roce 1988 dokončil studia činoherního herectví na Janáčkově akademii múzických umění v Brně. Během studia moderoval pořad TV-Generace. Po škole dostal angažmá v Divadle ABC. Pracoval v rádiích City, Bonton, Nová Alfa a v Českém rozhlase. Uváděl první Snídani s Novou v únoru 1994 s Lenkou Hornovou. V letech 1994–2000 tento pořad moderoval ve dvojici s Danou Morávkovou. Hraje v seriálech a filmech a moderuje společenské akce. S bývalou manželkou provozoval kavárnu v Praze. V roce 2013 moderoval pořady na TipTV, od roku 2014 uvádí pořad Celebrity s. r. o. na TV Relax.

## Filmografie
- 1988 Rozsudky soudce Ooky (TV film)
- 1989 Dlouhá míle (seriál)
- 1993 Arabela se vrací aneb Rumburak králem Říše pohádek (seriál)
- 1994 Diamantové meče
- 1995 Snídaně s Novou (moderátor)
- 1999 Nemocnice na pokraji zkázy (seriál)
- 2001 Jak ukrást Dagmaru
- 2005 Ordinace v růžové zahradě (seriál)
- 2012 Obchoďák (seriál)
- 2013 Cyril a Metoděj – Apoštolové Slovanů (seriál)
- 2014–2015 Celebrity s. r. o.
- 2019 Modrý kód (seriál)